# Aeolochroma viridicata
Aeolochroma viridicata là một loài bướm đêm trong họ Geometridae.